# خانم با یک هوانورد ازدواج کرد
خانم با یک هوانورد ازدواج کرد (انگلیسی: The Lady Takes a Flyer) فیلمی در ژانر درام و رمانتیک به کارگردانی جک آرنولد است که در سال ۱۹۵۸ منتشر شد. این فیلم بر اساس فیلمنامه‌ای اصلی با نام اولیهٔ خلبان‌هایی برای استخدام شناخته شد. خانم با یک هوانورد ازدواج کرد، اولین قرارداد همکاری از مجموع ۲ قراردادی است که لانا ترنر با استودیوی یونیورسال داشت. این فیلم همچنین با عنوان وحشی و شگفت‌انگیز نیز شناخته شده بود. فیلمبرداری فیلم نیز در آوریل ۱۹۵۷ آغاز گردید.

## بازیگران
- لانا ترنر
- جف چاندلر
- الن هیل جونیور
- چاک کانرس
- جری پاریس
- نستور پایوا
- رتا شا
- ریچارد دنینگ